# Pudong
Pudong er en bydel i den kinesiske by Shanghai. Bydelen er også byens finansielle centrum og er blevet et af verdens førende økonomiske områder. I dag oplever byen en større udbygning, og skyskrabere fylder det meste af horisonten. Blandt andet ligger den 421 meter høje skyskraber Jin Mao Tower her, og den endnu højere skyskraber Shanghai World Financial Center.
31°13′23″N 121°32′23″Ø / 31.2231°N 121.5397°Ø